# Pathy Dejesus
Patricia de Jesus (São Paulo, 7 de maio de 1977), mais conhecida como Pathy Dejesus, é uma atriz, apresentadora e ex-modelo brasileira. Entre 1994 e 2004 ganhou expressividade como modelo, tendo trabalhado para importantes grifes e sendo a primeira negra a desfilar na São Paulo Fashion Week e estrelar um comercial de bronzeador.
Em 2007 se tornou atriz e integrou o elenco de diversas telenovelas como a trilogia Caminhos do Coração, Avenida Brasil e I Love Paraisópolis, além de protagonizar a série Coisa Mais Linda, da Netflix. Também foi apresentadora do Top 10 MTV e Acesso MTV e repórter do Vídeo Show e Superbonita.

## Carreira
Em 1994, aos dezessete anos, foi descoberta por um produtor enquanto jogava futevôlei e convidada para realizar um teste para se tornar modelo, no qual foi aprovada e assinou com a Ford Models Brasil. Pathy foi enviada para Milão, onde gastou seu primeiro cachê em uma boneca Barbie negra - versão que não era lançada no Brasil ainda. Foi a primeira negra a participar da São Paulo Fashion Week logo em seu primeiro ano, 1995, desfilando por dez anos em vinte temporadas. Durante o tempo que foi modelo morou também em Paris, Nova Iorque, Miami, Cidade do Cabo, Santiago e Buenos Aires, onde desfilou para importantes grifes como Saint Laurent, Versace, Valentino e H&M e fotografou para editorais como Elle, Vogue, Marie Claire e Cosmopolitan. Também trabalhou em campanhas publicitárias para L'Oréal, Neutrogena, Vasenol e Sundown, além de ter sido a primeira pessoa negra a ter feito um comercial de bronzeador. Em 2004 entrou para a lista das modelos mais sensuais do mundo pela revista GQ da África do Sul.
Em 2005, aos vinte e sete anos, deixa a carreira de modelo para estudar teatro e fez uma participação especial em Belíssima. Em 2007 passou nos testes para a telenovela Caminhos do Coração, onde interpretou a mutante Perpétua, que tinha poderes elétricos, permanecendo até 2009 nas duas temporadas seguintes da trilogia Os Mutantes e Promessas de Amor.  Em 2010 assina contrato com o SBT a convite do autor Tiago Santiago – que levou para a nova emissora alguns atores que trabalharam com ele na RecordTV – e integra o elenco de Uma Rosa com Amor como a empresária sul-africana Alabá. Em 2011 esteve em Amor e Revolução como Nina, uma atriz que se envolve na luta armada contra a ditadura militar e é perseguida por seus pensamentos progressistas. Em 2012 esteve no elenco de Avenida Brasil, na Rede Globo, interpretando Jéssica, melhor amiga de Suélen. Em 19 de março de 2013 assina com a MTV Brasil e se torna VJ nos programas Top 10 MTV, Acesso MTV, Yo! MTV e My MTV.
Em novembro de 2013, com o fechamento da MTV Brasil, se torna repórter do Vídeo Show até 2014. Em 2015 interpreta a antagonista Alceste em I Love Paraisópolis. Entre 2015 e 2016 também foi repórter do Superbonita, no GNT. Em 2018 estrve no seriado Rua Augusta, na TNT, como a stripper Nicole, que mente ser operadora de telemarketing. No mesmo ano interpreta Jaqueline em Rotas do Ódio. Em 2019 co-protagoniza Coisa Mais Linda, da Netflix, dando vida a Adélia, uma moça negra da favela, que luta contra o racismo diariamente e tem a chance de mudar de vida ao se tornar sócia no bar título da série. Em 2021 íntegra o elenco de Um Lugar ao Sol como a antagonista Ruth, responsável pelos desvios de dinheiro da empresa do personagem de José de Abreu.

## Vida pessoal
Entre 2004 e 2008 namorou o músico DJ Primo, que morreu de parada cardíaca em 8 de setembro de 2008. Entre 2012 e 2014 namorou o modelo Fábio Luiz. Em 2018 começou a namorar o ator Alexandre Cioletti. Em 15 de janeiro de 2019 anunciou estar grávida; seu filho, Rakim, nasceu em junho do mesmo ano.

## Filmografia

### Televisão
| Ano       | Título              | Personagem                          | Notas                                     |
| --------- | ------------------- | ----------------------------------- | ----------------------------------------- |
| 2005      | Belíssima           | Celine                              | Episódio: "7 de novembro"                 |
| 2007      | Caminhos do Coração | Perpétua Salvador (Mulher-Elétrica) |                                           |
| 2008      | Os Mutantes         | Perpétua Salvador (Mulher-Elétrica) |                                           |
| 2009      | Promessas de Amor   | Perpétua Salvador (Mulher-Elétrica) |                                           |
| 2010      | Uma Rosa com Amor   | Alabá Martins                       |                                           |
| 2011      | Amor e Revolução    | Nina Madeira                        |                                           |
| 2012      | Avenida Brasil      | Jéssica                             |                                           |
| 2013      | Top 10 MTV          | Apresentadora                       |                                           |
| 2013      | Acesso MTV          | Apresentadora                       |                                           |
| 2013      | Yo! MTV             | Apresentadora                       |                                           |
| 2013      | My MTV              | Apresentadora                       |                                           |
| 2013–2014 | Vídeo Show          | Repórter                            |                                           |
| 2015      | I Love Paraisópolis | Alceste Rebouças                    |                                           |
| 2015      | Verdades Secretas   | Modelo                              | Episódio: "6 de agosto"                   |
| 2015–2016 | Superbonita         | Repórter                            |                                           |
| 2016      | Lili, a Ex          | Marisa                              | Episódio: "Fantasma!"                     |
| 2017      | Prata da Casa       | Morena                              | Episódio: "Kama Sutrex"                   |
| 2018      | Desnude             | Laura                               | Episódio: "Quarto 111"                    |
| 2018      | (Des)encontros      | Ana Paula                           | Episódios: "Tom e Elisa" e "Lucas e Gabi" |
| 2018      | Rotas do Ódio       | Jaqueline Peçanha                   | Episódio: "18 de março"                   |
| 2018      | Rua Augusta         | Nicole                              |                                           |
| 2019–2020 | Coisa Mais Linda    | Adélia Araújo                       |                                           |
| 2021–2022 | Um Lugar ao Sol     | Maria Ruth Valente (Ruth)           |                                           |
| 2025–2026 | Mundo da Lua        | Isabela Silva                       |                                           |

### Cinema
| Ano  | Título             | Personagem  |
| ---- | ------------------ | ----------- |
| 2018 | Possessões         | Cassia      |
| 2023 | Escola de Quebrada | Mãe de Juan |

### Internet
| Ano  | Título                 | Personagem    |
| ---- | ---------------------- | ------------- |
| 2020 | Rádio Coisa Mais Linda | Adélia Araújo |

## Prêmios e indicações
| Ano  | Prêmio                      | Categoria                                   | Trabalho         | Resultado |
| ---- | --------------------------- | ------------------------------------------- | ---------------- | --------- |
| 2011 | Troféu Raça Negra           | Melhor Atriz                                | Amor e Revolução | Indicada  |
| 2018 | Prêmio F5                   | Melhor Atriz/Ator Revelação                 | Rua Augusta      | Indicada  |
| 2018 | Prêmio The Brazilian Critic | Melhor Atriz Coadjuvante em Série Dramática | Rua Augusta      | Indicada  |
| 2021 | Séries em Cena Awards       | Melhor Atriz em Série Nacional              | Coisa Mais Linda | Venceu    |